# Consecratio

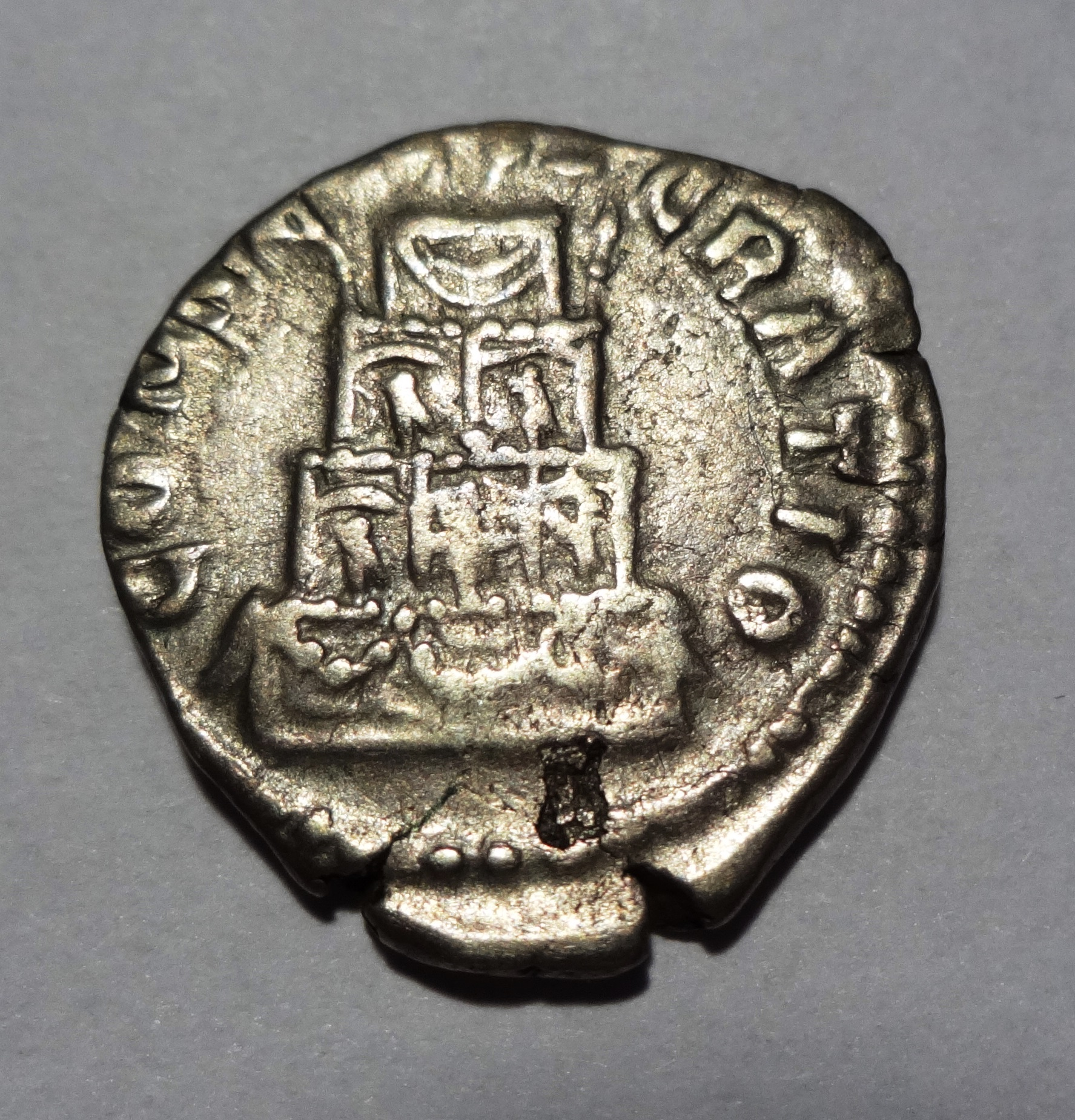
Pira funeraria junto con la leyenda consecratio en el reverso de una moneda de Marco Aurelio.

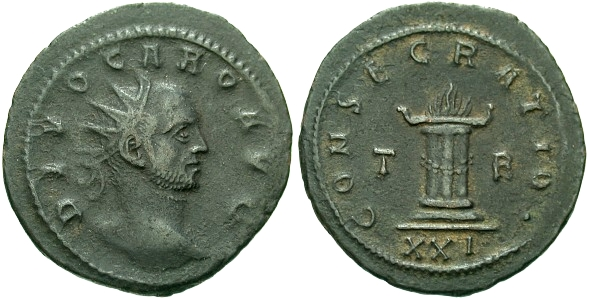
Un antoniniano del Divo Caro con la leyenda consecratio y un altar ardiente en el reverso.

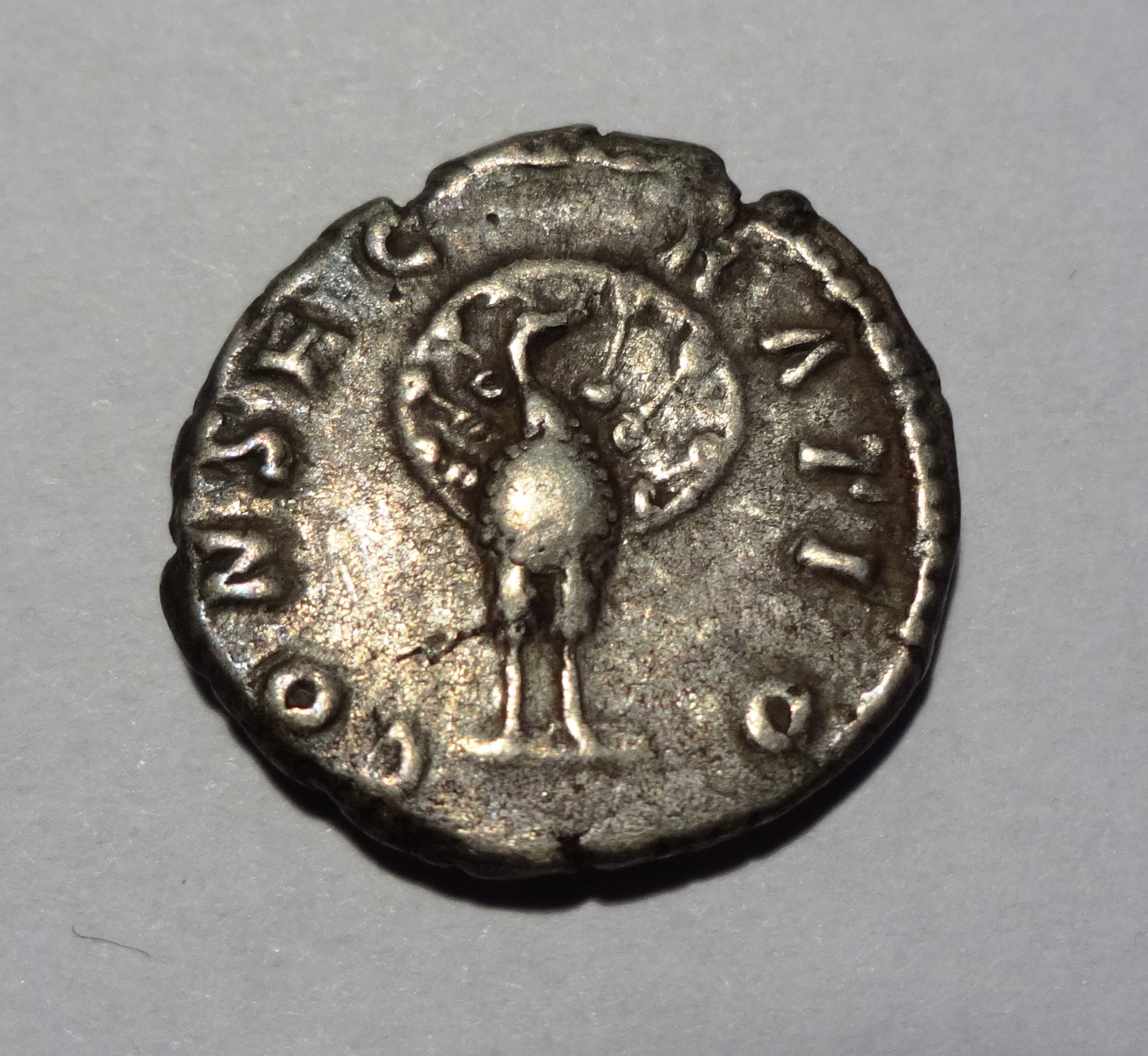
Pavo real y la leyenda consecratio en el reverso de una moneda de Faustina II.

Una consecratio, en la religión de la Antigua Roma, era un acto ritual por la que un mortal era elevado al estado de divinidad, era subido al cielo (apoteosis) y era llamado a participar de los honores a ellos dedicados.
Este culto imperial se rendía a los emperadores y a los miembros de la familia imperial fallecidos y divinizados oficialmente por un decreto del senado romano. La consecratio era desconocida durante la República romana. Para adquirir esta nueva naturaleza divina, era necesario que el Senado decretase la consecratio, en función de los méritos y de la obra del emperador o de los miembros de la familia imperial. 
Conseguían el apodo de  divus (divinos, deificados), en el caso de los hombres o diva (divinas, deificadas), en el de las mujeres, como tales divinidades y contaban con su propio sacerdocio y se realizaban ceremonias regularmente en su honor. 
Fue muy común acuñar monedas conmemorativas de los fallecidos divinizados, desde Julio César, que solían representar en su reverso un motivo que hiciera referencia al ritual, como el águila, símbolo de Júpiter, que transporta el alma del fallecido, una pira funeraria o un ave fénix, y la leyenda CONSECRATIO.
La parte principal de la ceremonia se llevaba a cabo en el Campo de Marte, donde había una pira (rogus) de leña, pero que hábilmente dispuesta exteriormente, se asemejaba a un altar o plataforma de tres o cuatro plantas con sus secciones disminuyendo con la altura. Esteriormente se decoraba con estatuas, cortinajes y otros ornamentos. En la segunda planta se situaba un diván incluyendo la imagen de cera del difunto rodeada de todo tipo de hierbas aromáticas.
Esta ceremonia intentaba hacer del funus imperatorium una especie de triunfo del divinizado, donde participaban el Senado, el ejército y el pueblo. Se prendía fuego a la pira y se realizaba una parada de caballería para rendir honores al nuevo divinizado, se soltaba un águila desde la parte superior de la pira, como apareciendo de entre las llamas, que en vuelo ascendente se dirigía hacia el cielo portando el alma del difunto. Era el águila que simbolizaba a Júpiter que representaba la victoria sobre la muerte. Finalmente, un testigo, ya fuese un senador o un sacerdote, debía confirmar haber visto al espíritu del fallecido abandonar la pira y subir hacia el cielo.

## Como creación de unaedes
En la religión de la Antigua Roma, también la consecratio era el acto ritual que daba lugar a la creación de un aedes, un santuario que albergaba una imagen de culto, un ara o un altar. Hay que distinguir la consecratio de la inauguratio, que es el ritual por el que los augures establecían un lugar sagrado (locus) o templum (recinto sagrado). La consagración era realizada por un pontífice, que recitaba una fórmula de los libri pontificales (libros pontificales).  Un componente de la consagración era la dedicatio ( dedicación), una forma de ius publicum (derecho público) llevado a cabo por un magistrado romano que representaba la voluntad del pueblo romano. El pontífice era el responsable de la consagración adecuada.